# Rhönrad-Weltmeisterschaft 2022
Die Rhönrad-Weltmeisterschaft 2022 fand vom 23. bis zum 28. Mai in der Humlehøj-Halle in Sønderborg statt. Es ist die erste Rhönrad-Weltmeisterschaft, die in Dänemark ausgetragen wurde. Organisiert wurde die WM vom IRV und dem TS Sønderborg. An diesem Wettkampf wurde das neue Reglement 
Code of Points vorgestellt. Es ist die erste Rhönrad-WM, nachdem die WM 2021 auf Grund von Covid-19 abgesagt werden musste. Insgesamt nahmen 93 Athleten aus 13 Nationen am Wettkampf teil. Deutschland war besonders erfolgreich und gewann 26 von 54 Medaillen. Das Ziel der WM war es unter anderem, die Öffentlichkeit für den Rhönradsport zu begeistern, wodurch der Eintritt weitestgehend kostenlos war.

## Zeitplan
| Montag     | Training Eröffnungszeremonie               |
| Dienstag   | Training Generalversammlung des IRV        |
| Mittwoch   | Qualifikationen Seniorens                  |
| Donnerstag | Qualifikationen Junioren                   |
| Freitag    | Finals Mehrkampf (Junioren und Senioren)   |
| Samstag    | Finals Disziplinen (Junioren und Senioren) |
| Quelle     | [ 1 ]                                      |

## Ergebnisse Senioren

### Herren
Quelle:
| Platz | Land        | Athlet             | Punkte |
| ----- | ----------- | ------------------ | ------ |
| 1     | Schweiz     | Simon Rufener      | 11,50  |
| 2     | Japan       | Yasuhiko Takahashi | 11,25  |
| 3     | Deutschland | Luca Christ        | 10,95  |

| Platz | Land        | Athlet           | Punkte |
| ----- | ----------- | ---------------- | ------ |
| 1     | Deutschland | Malte Schröder   | 11,00  |
| 2     | Deutschland | Johannes Stolper | 10,90  |
| 3     | Schweiz     | Simon Rufener    | 10,65  |

| Platz | Land        | Athlet             | Punkte |
| ----- | ----------- | ------------------ | ------ |
| 1     | Japan       | Ryuichi            | 10,50  |
| 2     | Deutschland | Malte Schröder     | 10,45  |
| 3     | Japan       | Yasuhiko Takahashi | 10,20  |

| Platz | Land        | Athlet             | Punkte |
| ----- | ----------- | ------------------ | ------ |
| 1     | Schweiz     | Simon Rufener      | 30,55  |
| 2     | Japan       | Yasuhiko Takahashi | 30,25  |
| 3     | Deutschland | Malte Schröder     | 29,35  |

### Frauen
Quelle:
| Platz | Land                         | Athletin                                     | Punkte |
| ----- | ---------------------------- | -------------------------------------------- | ------ |
| 1     | Österreich Japan Deutschland | Birgit Halwachs Aya Horiguchi Karina Peisker | 11,50  |

| Platz | Land        | Athletin        | Punkte |
| ----- | ----------- | --------------- | ------ |
| 1     | Deutschland | Lilia Lessel    | 11,50  |
| 2     | Österreich  | Birgit Halwachs | 11,35  |
| 3     | Deutschland | Isabel Pietro   | 11,10  |

| Platz | Land        | Athletin       | Punkte |
| ----- | ----------- | -------------- | ------ |
| 1     | Deutschland | Sarah Metz     | 7,80   |
| 2     | Schweiz     | Chiara Lenzo   | 7,65   |
| 3     | Deutschland | Karina Peisker | 7,45   |

| Platz | Land        | Athletin       | Punkte |
| ----- | ----------- | -------------- | ------ |
| 1     | Deutschland | Karina Peisker | 29,90  |
| 2     | Deutschland | Lilia Lessel   | 29,75  |
| 3     | Österreich  | Malena Kernacs | 29,65  |

## Junioren

### Junior Girls
Quelle:
| Platz | Land        | Athletin    | Punkte |
| ----- | ----------- | ----------- | ------ |
| 1     | Deutschland | Lea Gmeiner | 12,00  |
| 2     | Israel      | Klil Benori | 11,75  |
| 3     | Deutschland | Ella Köhler | 11,55  |

| Platz | Land        | Athletin     | Punkte |
| ----- | ----------- | ------------ | ------ |
| 1     | Deutschland | Emma Gerlitz | 10,90  |
| 2     | Deutschland | Köhler Ella  | 10,10  |
| 3     | Israel      | Klil Benori  | 9,60   |

| Platz | Land        | Athletin             | Punkte |
| ----- | ----------- | -------------------- | ------ |
| 1     | Deutschland | Mia Schidt           | 8,25   |
| 2     | Schweiz     | Cheyenne Wietlisbach | 7,60   |
| 3     | Israel      | Maayan Kiesler       | 7,35   |

| Platz | Land        | Athletin     | Punkte |
| ----- | ----------- | ------------ | ------ |
| 1     | Deutschland | Emma Gerlitz | 30,30  |
| 2     | Deutschland | Lea Gmeiner  | 29,05  |
| 3     | Israel      | Klil Benori  | 27,70  |

### Junior Boys
Quelle:
| Platz | Land    | Athlet        | Punkte |
| ----- | ------- | ------------- | ------ |
| 1     | Israel  | Ohad Madlal   | 11,65  |
| 2     | Schweiz | Laurin Gerber | 9,55   |
| 3     | Israel  | Uri Porat     | 9,35   |

| Platz | Land        | Athlet        | Punkte |
| ----- | ----------- | ------------- | ------ |
| 1     | Deutschland | Jamal Kiel    | 8,25   |
| 2     | Israel      | Ohad Madlal   | 7,85   |
| 3     | Ghana       | Aquila Ziddah | 6,10   |

| Platz | Land                | Athlet                   | Punkte |
| ----- | ------------------- | ------------------------ | ------ |
| 1     | Israel              | Uri Porat                | 8,60   |
| 2     | Israel              | Ohad Madlal              | 8,15   |
| 3     | Schweiz Deutschland | Laurin Gerber Jamal Kiel | 6,70   |

| Platz | Land        | Athlet      | Punkte |
| ----- | ----------- | ----------- | ------ |
| 1     | Israel      | Ohad Madlal | 28,45  |
| 2     | Israel      | Uri Porat   | 24,55  |
| 3     | Deutschland | Jamal Kiel  | 23,10  |